# Jairo Torres
Ían Jairo Misael Torres Ramírez (ur. 5 lipca 2000 w Guadalajarze) – meksykański piłkarz występujący na pozycji skrzydłowego, reprezentant Meksyku, od 2024 roku zawodnik Juárez.